# Psichedelia
Psichedelia è un termine derivato dalle parole greche ψυχή (psykhé, anima) e δῆλος (dêlos, chiaro, evidente), nel senso di "estensione della coscienza".

## Significato del termine
Si dice psichedelica una sostanza con spiccati effetti psicoattivi, poca o nessuna dipendenza indotta e la capacità di espandere la coscienza o causare amplificazioni e alterazioni sensoriali. I principali psichedelici sono l'LSD, la mescalina, la psilocibina e il DMT. Alcune varietà di canapa possono avere blandi effetti psichedelici, specie se assunte per via orale.
Il termine, per derivazione, descrive anche varie categorie di musica, arte visiva, moda, cinema, letteratura, fumetto e cultura associate originariamente agli anni sessanta, alla cultura hippy e ai dintorni di Haight-Ashbury di San Francisco, California, il cui immaginario è ispirato alle visioni e alle sensazioni causate dalle sostanze psichedeliche come l'LSD, la mescalina e la psilocibina. La cultura psichedelica ebbe inizio nei primi anni sessanta, ma un vero slancio lo raggiunse nel 1967 con la cosiddetta Summer of Love. I suoi inizi sono associati alla città di San Francisco, ma lo stile si espanse in tutti gli Stati Uniti d'America, in seguito nel Regno Unito e poi a livello mondiale.
A coniare il termine “psichedelico” fu lo psichiatra canadese di origini inglesi Humphry Osmond, in un carteggio del 1956 con lo scrittore inglese Aldous Huxley, autore del celebre saggio Le porte della percezione dedicato alla mescalina e agli psichedelici in generale.

## Storia
Dagli anni '50 fino ai primi anni '70 psichiatri, terapeuti e ricercatori hanno somministrato l'LSD a migliaia di persone come trattamento per l'alcolismo, così come per l'ansia e la depressione nei malati di cancro terminale; questi studi si fermarono con la proibizione dell'LSD e della psilocibina nel 1969 ma sono ripresi a metà anni Zero e ancor più nel decennio successivo.
La controcultura degli anni sessanta ha avuto una grande influenza sulla cultura popolare degli inizi degli anni settanta.
Un noto esempio di psichedelia è la canzone dei Beatles Lucy in the Sky with Diamonds tratta dal concept album Sgt. Pepper's Lonely Hearts Club Band del 1967. Fu scritta da John Lennon, che sosteneva di essersi ispirato ad un disegno fatto dal figlio Julian in cui era rappresentata una compagna di classe del bambino mentre volava in un cielo di diamanti. L'intento era quello di comporre qualcosa di poetico attinente alla psichedelia, sullo stile di Lewis Carroll. Le tre iniziali, delle parole Lucy, Sky e Diamonds volutamente scritte in maiuscolo, sembrerebbero alludere all'LSD (acido lisergico), sostanza scoperta da Albert Hofmann e in voga negli anni sessanta. L'album Revolver ha visto la partecipazione del guru dell'LSD Timothy Leary in brani come Tomorrow Never Knows. Ma non furono i Beatles ad inventare il rock psichedelico, già nato in precedenza negli Stati Uniti, grazie ad altri gruppi (Red Crayola, 13th Floor Elevators, Grateful Dead, Doors e Velvet Underground).
Nel Regno Unito il più grande ed influente gruppo psichedelico fu quello dei Pink Floyd dei primi album (The Piper at the Gates of Dawn, A Saucerful of Secrets) che codificarono il genere fondendo le tre anime della psichedelia statunitense e lo fecero apprezzare anche al grande pubblico.
Nel 1970 con lo scopo di reprimere il movimento di protesta giovanile l'LSD e molti altri psichedelici sono stati messi al bando, mentre negli ultimi anni nuovi studi stanno esplorando le proprietà terapeutiche di queste sostanze quando utilizzate sotto la supervisione medica, specialmente nei confronti di alcune patologie psichiatriche come la depressione, l'ansia generalizzata nei malati terminali, il disturbo bipolare, il disturbo da stress post-traumatico e la dipendenza da alcune sostanze.
L'inizio del cosiddetto "Rinascimento psichedelico", ovvero la riscoperta della psichedelia da parte di scienza e cultura, ancora in atto, viene generalmente fissato nel 2006, col il primo World Psychedelic Forum di Basilea
Tra il 2020 e il 2021, otto città americane e due stati (Oregon e Washington D.C.) hanno legalizzato o depenalizzato gli psichedelici.